# Шарль Огюст Фроссар
Шарль Огюст Фроссар (фр. Charles Auguste Frossard; 26 квітня 1807, Версаль, Перша Французька імперія — 31 серпня 1875, Шатовіллен, Третя Французька республіка) — французький дивізійний генерал, під час Французько-прусської війни командував 2-м армійським корпусом і зазнав поразки у битві при Шпіхерні. 

## Біографія
Народився у сім'ї військового. Після закінчення Політехнічної школи у 1827 році вступив на службу до французької армії, служив в інженерних військах. Брав участь у французькому завоюванні Алжиру. Учасник походу французьких військ на Рим у 1849 році для придушення там революції. Учасник Кримської війни 1853—1856 років, брав участь в облозі Севастополя. Із 1855 року — бригадний генерал, із 1859 року — дивізійний генерал. 
Під час Австро-італо-французької війни 1859 року командував інженерними військами. За участь у битвах під Маджентою і Сольферіно був нагороджений орденом Почесного легіону. 
Із 1867 року — ад'ютант імператора Наполеона III. 
Під час Французько-прусської війни 1870—1871 років — командир 2-го армійського корпусу Рейнської армії. Був розбитий 6 серпня 1870 року під Шпіхерном, а 16 серпня — під Марс-ла-Туром. Разом з іншими частинами Рейнської армії корпус Фроссара був оточений у фортеці Мец і капітулював 27 жовтня 1870 року. Після капітуляції і до укладення перемир'я перебував у німецькому полоні. Після війни у 1872 році опублікував звіт про дії 2-го армійського корпусу під час війни.

## Нагороди
- Орден Почесного легіону
- Військова медаль